# دیانا (اسلحه)

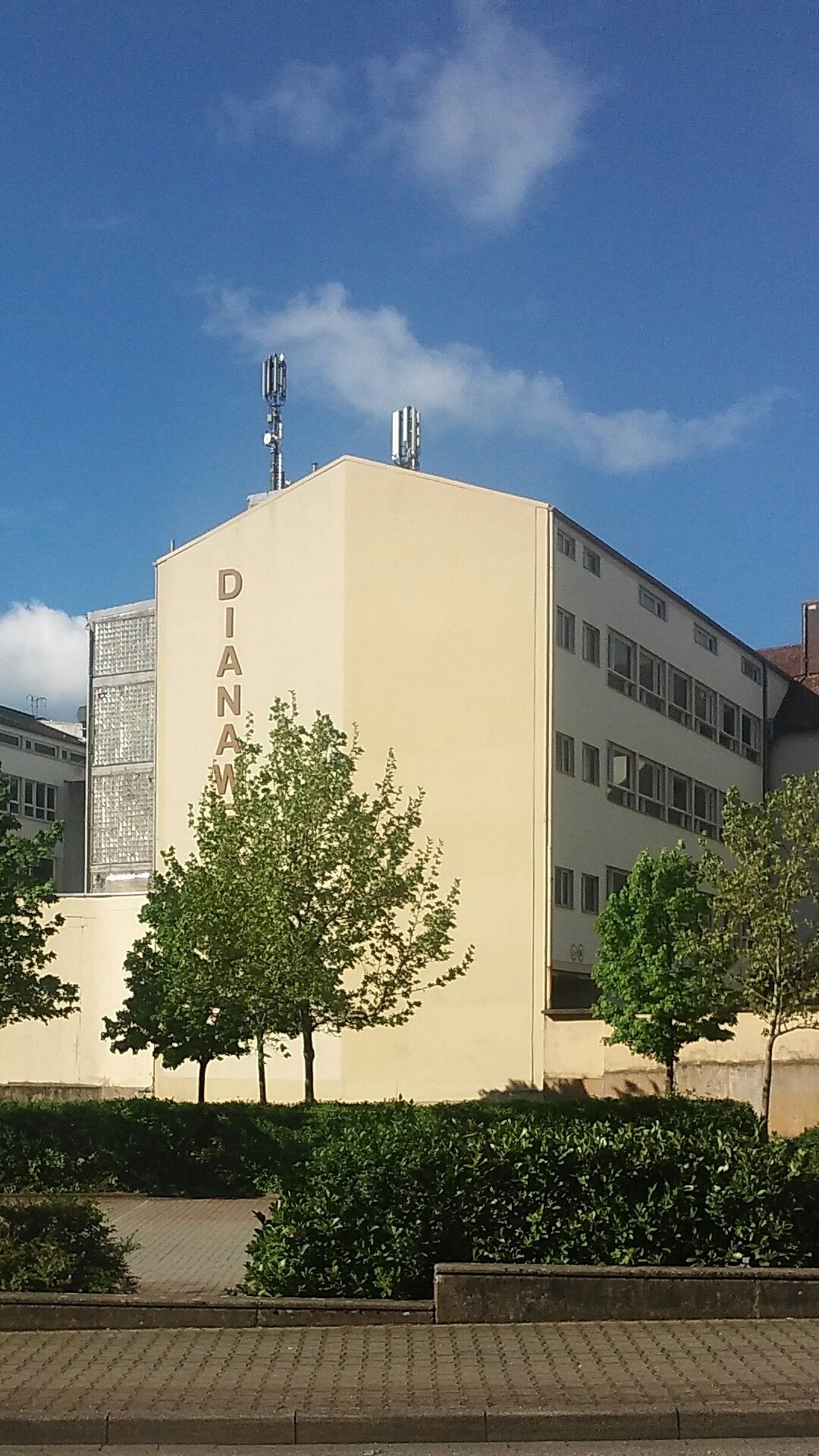
نمایی از ساختمان کارخانهٔ تفنگ‌های بادی دیانا در شهر راشتات، آلمان - ۲۰۱۹

تفنگ‌های بادیِ دیانا ساخت آلمان بوده و انواع آن در ایران موجود است. این تفنگ‌ها محصول کمپانی RWS آلمان است و با نام تجاری DIANA به بازار عرضه می‌شود.

## معرفی محصولات
مشخصهٔ اصلی محصولات دیانا کیفیت ساخت بالا، عمر زیاد و دقت خوب و قابل قبول می‌باشد. دیانا محصولات خود رادر دو گروه فنر پیستون و پی‌سی‌پی به بازار ارائه می‌دهد. در ردهٔ فنری یا فنر پیستون، محصولات مختلفی از قدرت ۱۶ ژول تا ۳۰ ژول در بازار موجود می‌باشد که قوی‌ترین آنها دیانا ۳۵۰ مگنوم با قدرت حدود ۳۰ ژول و ضعیف‌ترین آنها دیانا سری ۲۰ و ۳۰ با قدرتی نزدیک به ۱۶ ژول می‌باشند. محبوب‌ترین سری دیانا سری ۵۰ دیانا (۵۰–۵۲–۵۴–۵۶) است که اهرم شارژ آنها به غیر از دیانا ۵۰ که تولید آن متوقف شده، در بغل اسلحه قرار دارد و قدرت همهٔ مدل‌های این سری حدوداً ۲۶ ژول است. دقت عالی در طول عمر سلاح، قدرت تخریب بالا، عدم به‌وجودآمدن تاب در لوله از مزایای این سری است. پرفروش‌ترین و محبوب‌ترین اسلحه‌های دیانا عبارتند از دیانا ۳۵، دیانا ۳۵۰، دیانا ۵۲ و دیانا ۵۴. دیانا در تولید پی‌سی‌پی تنها به تولید DIANA P1000 بسنده کرده که سلاحی دقیق است و قدرتی نزدیک به ۴۰ ژول دارد و یکی از پرطرفدارترین و بهترین پی‌سی‌پی‌های موجود در دنیاست.